# Domingo Lejona
Domingo Héctor Lejona  (ur. 2 lutego 1938 w Chascomús) – argentyński piłkarz, grający podczas kariery na pozycji obrońcy.

## Kariera klubowa
Domingo Lejona piłkarską karierę rozpoczął w Gimnasii y Esgrima La Plata w 1958. Potem wwystępował w stołecznych Vélez Sarsfield i Chacarita Juniors. W lidze argentyńskiej rozegrał 143 spotkania, w których zdobył 2 bramki.

## Kariera reprezentacyjna
Lejona występował w olimpijskiej reprezentacji Argentyny. W 1959 uczestniczył w Igrzyskach Panamerykańskich, na których Argentyna zdobyła złoty medal. Na turnieju w Chicago Lejona wystąpił w meczach z USA, Kostaryką i Brazylią.
W 1960 uczestniczył w Igrzyskach Olimpijskich. Na turnieju w Rzymie był rezerwowym i nie wystąpił w żadnym meczu.